# Dystrykt Tonkolili
Dystrykt Tonkolili – dystrykt w Sierra Leone. Stolicą jest Magburaka. W 2004 roku w tejże jednostce administracyjnej mieszkało 346 tys. ludzi. 
Liczba ludności dystryktu w poszczególnych latach:
- 1963 – 184 460
- 1974 – 206 321
- 1985 – 243 051
- 2004 – 345 884